# ドラーヴァ川
ドラーヴァ川、ドラーバ川（イタリア語・スロベニア語・クロアチア語：Drava、ハンガリー語：Dráva）またはドラウ川（ドイツ語：Drau）は、ヨーロッパ南部を流れる川である。古称はドラブス川（Dravus）。カルニッシュ・アルプス山脈に属するイタリアの南チロル地方のドッビアーコ付近に源泉を発し、東側の東チロルからオーストリアのケルンテン州を通ってスロヴェニアに至る。南東部ではクロアチアを抜けてクロアチアとハンガリーの国境沿いを流れた後オシエクでドナウ川に注ぐ。全長は719km。

## 詳細な流路

### イタリア
ドラーヴァ川は、トレンティーノ＝アルト・アディジェ州ボルツァーノ自治県（南チロル）のドッビアーコに源流を持ち、東のサン・カンディドを通ってすぐに国境に達する。

### オーストリア

#### チロル州
チロル州の飛地である東チロルに入ると、川は北東にリエンツまでまっすぐ流れ、東チロルのほとんどを流域とするイーゼル川（Isel）と合流する。 合流してからは南東に流れを変えて、リエンツの南東約10kmの地点でケルンテン州に入る。

#### ケルンテン州とドラーヴァ川上流域
ケルンテン州では、チロル州から流れ込んだドラウ川は西から東に向かって直線的に流れ、スロベニアのトラボグラートへ入る。ケルンテン州はほとんどがドラウ川流域に属しており、支流としてメール川（Möll）、リーザー川（Lieser）、グルク川（Gurk）、ラヴァント川（Lavant）など多くの河川が左岸から流れ込み、少ないながら右岸からもガイル川（Gail）、フェラッハ川（Vellach）などが流れ込む。
より詳細には、チロル州境からオーバードラウブルクに流れ込んだドラウ川は、中央東アルプス山脈のクロイツェック山群（Kreuzeck）の南側を流れ、ルルンフェルトでグロースグロックナー山の麓から流れてきたメール川と合流する。 さらに、すぐ下流のシュピッタール・アン・デア・ドラウでリーザー川と合流し、 フィラッハでガイル川と合流する。 さらにフィラッハから東へ約50km、 クラーゲンフルトの南のフェルラッハの北側を流れ、 その先でフェラッハ川、グルク川と合流し、最後にスロベニアとの国境直前でラヴァント川と合流する。
2014年5月6日、オーストリア、ケルンテン州のチロル州との州境からシュピッタール・アン・デア・ドラウの約7km南東にあるパターニオン（Paternion）水力発電所までの約68kmの区間とその沖積地を含む1029 haが「ドラーヴァ川上流域」（Upper Drava River）としてラムサール条約登録湿地となった。ラムサール条約での登録番号は2208である。この区間は、ケルンテン州内では唯一発電所などによるドラーヴァ川のせき止めがなく、ヒメヨシゴイ、エリマキシギ、ユーラシアカワウソ、Myricaria germanica、チャボガマ、Eudontomyzon mariaeなどの絶滅危惧種やセイヨウハンノキ、タイリクシマドジョウ、ザリガニを含む多種多様な動植物や顕著な沖積平野、河畔林などの森林が残存している。

### スロベニア
スロベニアでは、ドラーヴァ川は南東に向かって流れる。まずトラボグラートでメーザ川（Meža）と合流し、 コロシュカ地方からシュタイエルスカ地方に入ると、マリボルやプトゥイを通ってクロアチアとの国境に達する。

### クロアチアとハンガリー
中央クロアチアのヴァラジュディンを通ったドラーヴァ川は、南東への流れを保ったままコプリヴニツァ＝クリシェヴツィ郡のレグラード（Legrad）でハンガリーとの国境に到達し、以北の国境をなしているムール川と合流する。 その後はハンガリーとスラヴォニア地方の境界を東へと流れ、オシエクのすぐ下流でドナウ川に合流する。
ドナウ川、ムール川およびドラーヴァ川の流域一帯はユネスコの生物圏保護区に指定されている。また、ハンガリーのサポルツァ付近の三日月湖はメジロガモ、サンカノゴイなどの繁殖地で、クロアチアにあるドナウ川との合流点付近の内陸三角州のコパチキ・リットにはカタシロワシ、ホシハジロ、セーカーハヤブサ、カワゴイなどが生息しており、両方ともラムサール条約登録地に指定されている。

## 流れる都市
ドラーヴァ川は以下の都市を流れる。
- オーストリア
  - リエンツ
  - シュピッタール・アン・デア・ドラウ　Spittal an der Drau
  - フィラッハ
  - フェルラッハ　Ferlach
- スロベニア
  - トラボグラート
  - ヴゼニツァ
  - ムタ
  - ルシェ
  - マリボル
  - プトゥイ
  - オルモジュ
- クロアチア
  - ヴァラジュディン
  - オシエク
- ハンガリー
  - バルチ　Barcs

河口からクロアチアのチャジャヴィツァ Čađavica までの約90kmは船で航行可能である。

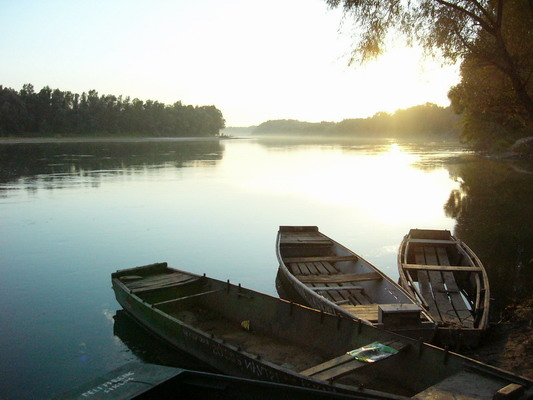
ドラーヴァ川

## 主な支流
右岸
- オーストリア
  - ガイル川　Gail
- スロベニア
  - ミスリニャ川　Mislinja
  - ドラヴィニャ川　Dravinja
- クロアチア
  - ベドニャ川　Bednja

左岸
- オーストリア
  - グルク川　Gurk
- クロアチア
  - ムール川　Mur（レグラド Legrad 近く）